# Edgar (ópera)
Edgar é uma ópera dramma lirico em três atos (original quatro atos) de Giacomo Puccini com libretto italiano de Ferdinando Fontana, baseado em La Coupe et les lèvres de Alfred de Musset. A estreia foi no Teatro alla Scala de Milão em 21 de abril de 1889.

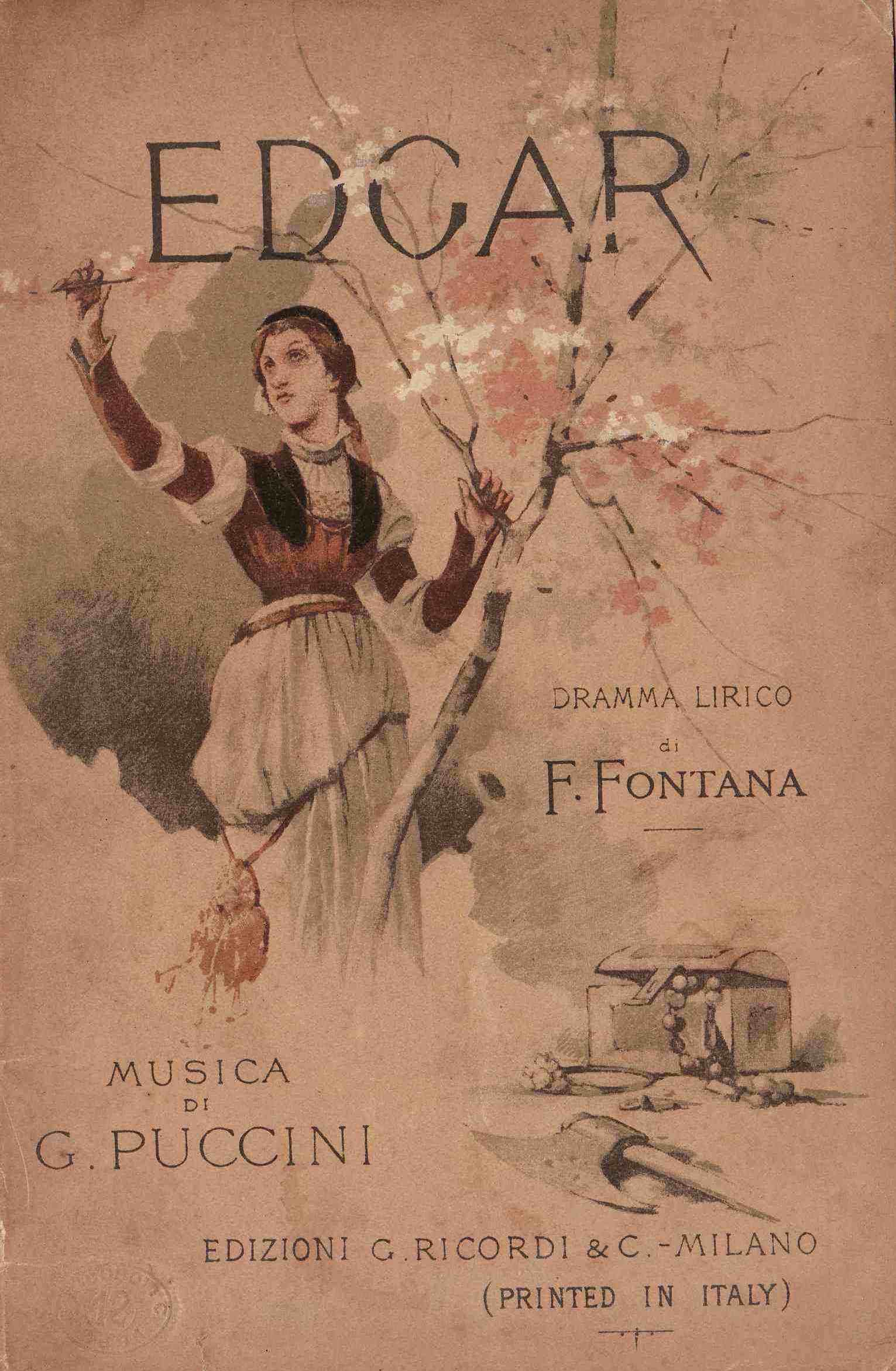

| Papel                                                       | Voz      | Estreia, 21 de abril 1889 (Maestro: Franco Faccio) |
| ----------------------------------------------------------- | -------- | -------------------------------------------------- |
| Edgar                                                       | tenor    | Gregorio Gabrielesco                               |
| Fidelia                                                     | soprano  | Aurelia Cattaneo                                   |
| Tigrana                                                     | soprano  | Romilda Pantaleoni                                 |
| Frank                                                       | barítono | Antonio Magini-Coletti                             |
| Gualtiero                                                   | baixo    | Pio Marini                                         |
| Coro; agricultores, soldados, cortesãos, monges, e crianças |          |                                                    |

## Gravações selecionadas
| Ano  | Cast (Edgar, Fidelia, Tigrana, Frank)                                 | Maestro, Sala de Ópera e Orquestra                                    |                                                   |
| ---- | --------------------------------------------------------------------- | --------------------------------------------------------------------- | ------------------------------------------------- |
| 1977 | Carlo Bergonzi, Renata Scotto, Gwendolyn Killebrew, Vicente Sardinero | Eve Queler, Opera Orchestra of New York, Schola Cantorum of New York  | Audio CD: CBS/Sony Classical Cat: M2K 79213       |
| 2006 | Plácido Domingo, Adriana Damato, Marianne Cornetti, Juan Pons         | Alberto Veronesi, Orchestra dell'Accademia Nazionale di Santa Cecilia | Audio CD: Deutsche Grammophon Cat: 00289 477 6102 |